# Avrămești, Vaslui
Avrămești este un sat în comuna Voinești din județul Vaslui, Moldova, România. Se află în partea de vest a județului,  în Colinele Tutovei. La recensământul din 2002 avea o populație de 683 locuitori.
Este atestat documentar prima dată în timpul domniei lui Ștefan cel Mare, după lupta de la Podul Înalt de la 1475. Domnitorul Moldovei i-a dat pământ în acea cale unuia din razesii lui numit Avram. Numele satului vine de la Avram si de la o buruiana denumită avrameasa.

## Personalități
- Nicolae Țaga este un fost canotor român, laureat cu aur și bronz la Barcelona 1992

1. ↑  x indică operatorul telefonic: 2 pentru Romtelecom și 3 pentru alți operatori de telefonie fixă

 Acest articol despre o localitate din județul Vaslui este deocamdată un ciot. Puteți ajuta Wikipedia prin completarea lui.